# Öldzijbajaryn Nasandżargal
Öldzijbajaryn Nasandżargal (mong. Өлзийбаярын Насанжаргал; ur. 5 września 1955) – mongolski zapaśnik walczący w stylu wolnym. Olimpijczyk z Moskwy 1980, gdzie zajął szóste miejsce w wadze piórkowej (62 kg). Szósty na MŚ juniorów w 1979 roku.
- Turniej w Moskwie 1980

Wygrał dwie pierwsze walki, z Syryjczykiem Adnanem Kudmanim i Nigeryjczykiem Augustine’em Atasie. Kolejne dwa pojedynki przegrał, z późniejszym mistrzem olimpijskim, zawodnikiem ZSRR Magomied-Gasanem Abuszewem i Aurelem Șuteu z Rumunii